# Jan Stejskal (politik)
Jan Stejskal (7. listopadu 1933 Mokrosuky – 12. července 2013) byl český a československý ekonom, bankéř a politik KSČ, v 80. letech předseda Státní banky československé, na konci normalizace ministr financí Československé socialistické republiky.

## Biografie
Pocházel z rodiny zemědělce. Členem KSČ se stal roku 1953. Vystudoval střední ekonomickou školu a pak VŠE Praha. Nastoupil do Státní banky československé na postu úvěrového ekonoma v pražské centrále banky. Později se v tomto finančním ústavu stal ředitelem pobočky v Ostrově nad Ohří a Chebu. V letech 1971–1975 působil v Mezinárodní bance pro hospodářskou spolupráci v Moskvě. V období let 1975–1979 byl politickým pracovníkem Ústředního výboru Komunistické strany Československa. Následně se vrátil do Státní banky československé, v níž působil jako jeden z jejích generálních ředitelů a od roku 1981 i jako její předseda. K roku 1988 se uvádí jako člen národohospodářské komise ÚV KSČ. V roce 1983 mu byl udělen Řád práce.
V říjnu 1988 se stal ministrem financí v československé vládě Ladislava Adamce. Na tomto postu setrval ve stejné vládě i po sametové revoluci (i pod vedením Mariána Čalfy). V následné vládě Mariána Čalfy (vláda národního porozumění) již nebyl.